# Patti Chandler
Patricia „Patti“ Chandler (* 8. Dezember 1943 in Culver City, Kalifornien) ist eine US-amerikanische Schauspielerin.

## Karriere
Patti Chandler trat als Schauspielerin erstmals 1964 in dem Film Bikini Beach in einer Nebenrolle auf. Es folgten nun Auftritte in Filmen wie Pyjama-Party (1964), Das Mädchen vom anderen Strand (1965) oder Erbschaft um Mitternacht (1966), bevor sie sich 1977 aus dem Schauspielgeschäft zurückzog. Vorher trat sie allerdings noch in einigen Fernsehserien auf.

## Filmografie (Auswahl)
- 1964: Bikini Beach
- 1964: Pyjama-Party (Pajama Party)
- 1965: Beach Blanket Bingo
- 1965: Ski Party
- 1965: Das Mädchen vom anderen Strand (How To Stuff a Wild Bikini)
- 1965: Sergeant Deadhead
- 1965: Dr. Goldfuß und seine Bikini-Maschine (Dr. Goldfoot and the Bikini Machine)
- 1966: Erbschaft um Mitternacht, auch: Erbschaft mit Hindernissen (The Ghost in the Invisible Bikini)
- 1966: Morgen holt euch der Teufel (Fireball 500)
- 1967: Big Valley (The Big Valley; Fernsehserie, 1 Folge)
- 1967: Sumuru–Die Tochter des Satans (The Million Eyes of Sumuru)
- 1971: Wo die Liebe hinfällt (Love, American Style; Fernsehserie, 1 Folge)
- 1977: Quincy (Quincy, M. E.; Fernsehserie, 1 Folge)
- 1977: Ein Sheriff in New York (McCloud; Fernsehserie, 1 Folge)